# Воронківська волость
Воронківська волость — історична адміністративно-територіальна одиниця Балтського повіту Подільської губернії Російської імперії. Волосний центр — село Воронкове.
Станом на 1885 рік складалася з 8 поселень, 8 сільських громад. Населення — 6840 осіб (3427 чоловічої статі та 3413 — жіночої), 1198 дворових господарств.
|                     | Площа, десятин | У тому числі орної, дес. |
| ------------------- | -------------- | ------------------------ |
| Сільських громад    | 11692          | 8899                     |
| Приватної власності | 15854          | 5740                     |
| Казенної власності  |                |                          |
| Іншої власності     | 457            | 322                      |
| Загалом             | 28003          | 14961                    |

- Воронкове
- Вихватинці
- Гедерим
- Гершунівка (колонія)
- Зозуляни
- Колбасна
- Мокра
- Попенки